# 포가트 자매
포가트 자매(힌디어: फोगाट बहनें, 영어: Phogat sisters)는 전원 레슬링 선수로 구성된 인도 하리아나주 출신의 여섯 자매로, 기타 포가트, 바비타 쿠마리, 프리얀카 포가트, 리투 포가트, 비네시 포가트, 산기타 포가트 (출생연도순) 등이다. 기타, 바비타, 리투, 산기타는 인도의 전 레슬링 선수이자 코치인 마하비르 싱 포가트의 딸이며, 프리얀카와 비네시는 원래 마하비르와는 삼촌 관계로, 아버지를 잃은 후 마하비르가 딸로 삼아 자매가 되었다. 마하비르는 고향인 비와니구 발랄리 마을에서 이들 여섯 딸에게 직접 레슬링을 가르치고 훈련시킨 것으로 유명하다.
포가트 자매 중 기타, 바비타, 비네시는 코먼웰스 게임에 출전해 금메달을 따냈으며, 프리얀카는 아시아 선수권 대회에서 은메달을, 리투는 인도 선수권 대회 금메달을, 산기타는 유소년 국제 선수권 대회에서 메달을 따낸 경력이 있다.
여성이 레슬링 선수로 활약한다는 것이 쉽지 않은 인도에서, 한 집안 수준으로 성공 신화를 써내려간 포가트 자매의 이야기는 각국 언론으로부터 큰 관심과 반향을 일으켰으며, 인도 내 성평등, 낙태, 조혼 문제 등의 사회적 이슈에 대해서도 관심을 일으키는 계기가 되었다. 이와 더불어 90년대 인도에서 찬드기 람의 딸 소니카와 디피카가 처음으로 여성 레슬링의 씨앗을 뿌리고, 그 뒤를 이어받은 포가트 가문의 딸들이 레슬링계의 혁명을 불러일으킨 뒤, 삭시 말리크가 여성 올림픽 메달리스트에 등극하는 계보를 잇게 되면서, 여성 레슬링의 인식전환에 있어서 찬드기 람과 더불어 마하비르 포가트의 역할이 높이 평가받고 있다.

## 상세
마하비르 싱 포가트는 하리아나주 비와니구 발랄리 마을 출신의 전 레슬링 선수이자 레슬링 코치로, 아버지 만 싱 역시 레슬링 선수였다. 그는 아내 다바 카우르와 결혼해 다섯 명의 자식을 두었는데 기타 포가트, 바비타 쿠마리, 리투 포가트, 산기타 포가트의 딸 넷, 유일한 막내아들로 두샨트가 있었다. 마하비르의 동생 라지팔도 프리얀카 포가트, 비네시 포가트 두 딸을 두고 있었는데, 낳은 지 얼마 되지 않아 사망하면서 마하비르가 딸로 거둬 키웠다.
마하비르는 시드니에서 열린 2000년 하계 올림픽에서 카르남 말레스와리가 인도 사상 첫 여성 올림픽 메달을 획득하는 모습을 보고, 자기 딸들도 저렇게 훈련시키기로 마음먹었다고 한다. 또 자신의 코치였던 찬드기 람도 딸에게 레슬링을 가르치던 것에서도 영향을 받았다고 전한다. 아내 카우르는 "남편더러 아이들을 운동으로 몰아넣지 말라고 말했다. 짧은 바지에 짧은 머리 차림의 펠라와니 선수를 어떻게 시집보내겠느냐며 걱정했었다"고 회상한 바 있다. 자신을 향한 마을 사람들의 눈총과 반대에도 굴하지 않은 마하비르는 "내 딸들을 훈련시키며 우리 마을에 수치를 안기고 있다고들 말했지만, 나는 여자도 이 나라 수상이 되는데 레슬링이라고 못 하겠냐는 심산이었다"고 밝혔다. 딸들을 소년 선수들과 당당히 맞서 훈련시키던 그는 동네 훈련시설이 사라지자, 기타와 바비타를 소니파트의 인도 스포츠 협회 센터로 보내 등록시켜 훈련을 이어가기도 했다.
포가트 자매, 그 중에서도 기타와 바비타의 이야기는 2016년 발리우드 영화 《당갈》로 제작되어 그해 12월 23일 인도에서 개봉하였으며, 흥행과 비평 면에서 모두 성공을 거두었다. 여기서 인도의 여성 레슬링 선수 푸자 다나다가 바비타 포가트 역을 맡을 예정이었으나 부상 탓에 출연을 포기했다는 후문이다. 2018년 7월 10일에는 대한민국의 문재인 대통령의 영부인 김정숙 여사가 인도 공식 방문을 계기로 뉴델리에서 마하비르 싱 포가트과 포가트 자매를 접견하기도 했다.

## 인적사항
| 이름            | 생년월일               | 체급  |
| --------------- | ---------------------- | ----- |
| 기타 포가트     | 1988년 12월 15일(36세) | 62 kg |
| 바비타 쿠마리   | 1989년 11월 20일(35세) | 52 kg |
| 프리얀카 포가트 | 1993년 5월 12일(31세)  | 55 kg |
| 리투 포가트     | 1994년 5월 2일(31세)   | 48 kg |
| 비네시 포가트   | 1994년 8월 25일(30세)  | 48 kg |
| 산기타 포가트   | 1998년 3월 5일(27세)   | 55 kg |